# Flygbarb
Flygbarb (Esomus danricus) är en fiskart som först beskrevs av Francis Buchanan-Hamilton 1822.  Flygbarb ingår i släktet Esomus och familjen karpfiskar. Inga underarter finns listade i Catalogue of Life.
Arten förekommer i södra Asien i Pakistan, Indien, Nepal, Sri Lanka, Bangladesh och Myanmar. Den hittas även på några tillhörande öar i Indiska oceanen. Individerna vistas vanligen i mindre vattenansamlingar som dammar, pölar, diken och kanaler. Flygbarben hittas även i bräckt vatten.
Denna fisk simmar vanligen nära vattenytan där den jagar insekter.
Olika exemplar fångas och hölls som akvariefisk. IUCN kategoriserar arten globalt som livskraftig.